# Десять років української літератури
«Десять років української літератури» (1917—1927) — енциклопедично-довідкове видання у двох томах (Харків, 1928) за редакцією С. Пилипенка (автори О. Лейтес та М. Яшек), випущене за постановою Науково-дослідного інституту ім. Т. Шевченка.
Планувався і третій том («Темарій. Стилі, жанри. Портрети письменників»), але так і не був надрукований.
У першому томі репрезентовано 1486 письменників «незалежно від їх ідеологічного напряму чи участі у певному літературному угрупованні», а також бібліографічний словник.
Другий том («Організаційні та ідеологічні шляхи української радянської літератури») містив маніфести та декларації різних літературно-мистецьких угруповань.